# Рюдигер фон Бергхайм
Рюдигер фон Бергхайм (на немски: Rüdiger von Bergheim; * ок. 1175; † 14 април 1258) е от 1216 до 1233 г. 1. епископ на Кимзе и от 1233 до 1250 г. епископ на Пасау.

## Произход и управление
Рюдигер е от министериалния род Бергхайми от Залцбург.
От 1198 г. той е домхер на Залцбург, от 1208 до 1211 г. е свещеник на Залцбургхофен, до 1215 г. е пропст на августинския манастир Цел ам Зее и от 1215 г. домхер в Пасау. През 1216 г. Рюдигер фон Бергхайм е избран за първия епископ на новооснованото епископство Кимзе. На 27 юни 1233 г. папа Григорий IX го поставя за епископ на Пасау.
Рюдигер попада в конфликти с Римската курия, понеже е на страната на Хоенщауфените. От 1234 до 1235 г. той помага на император Фридрих II в борбата му с неговия син Хайнрих и от 1236 до 1239 г. срещу херцог Фридрих II от Австрия „Войнствения“. Затова през 1240 г. папският легат Алберт Бехайм го отлъчва от църквата. През 1245 г. Рюдигер фон Бергхайм успява да премахне отлъчването си. През 1248 г. той е свален. След 11 март 1250 г. той е изгонен от диоцезата си.
Умира на 14 април 1258 г. на 83 години. Не е известно къде е починал.